# Deathrock
Deathrock (även skrivet death rock) är en amerikansk utveckling av punk som växte fram ungefär samtidigt och ur samma grund som den större europeiska gothscenen. I likhet med gothscenen påverkades även tidiga deathrockband av postpunken. Genren utvecklades under sent 1970-tal och tidigt 1980-tal framför allt i Los Angeles, med band som bland andra Christian Death, 45 Grave, Voodoo Church och The Flesheaters. I likhet med den brittiska gothgenren fanns soundet med den framhävda basen, effekttyngda gitarrerna, tribalistiskt trummande och karaktäristisk sång.
En viktig sak för artister inom den nya genren var att framhäva sig själva, därför var ofta scenshowerna och ett dramatiskt scenframträdande viktigt. Ofta var artisterna sminkade som lik (ej corpse paint, som i princip enbart förekommer inom black metal-scenen) och hade trasiga kläder, något som följde med till gothscenen när gothklubben BatCave öppnade 1982 och där band som Specimen och Alien Sex Fiend var framstående i stilutvecklingen.
Deathrock fick under 1990-talet en nystart med band som bland andra Tragic Black, Cinema Strange och Bloody Dead And Sexy vilka alla gått tillbaka till det mer originella basdrivna soundet från tidigt åttiotal. Under nittiotalet blev mycken syntbaserad musik av en större skara benämnd som deathrock, under påverkan av industrirock och EBM. Detta gjorde att många sökte sig tillbaka till de tidigare punkrötterna.

## Deathrockband (ett urval)
- 45 Grave
- Alien Sex Fiend
- Astrovamps
- All Gone Dead
- Ausgang
- Bloody Dead And Sexy
- Burning Image
- Cinema Strange
- Eva O
- Eat Your Make Up
- Fear Cult
- The Ghost Of Lemora
- Katzenjammer Kabarett
- La Peste Negra
- The Last Days Of Jesus
- Mephisto Walz
- Naughty Zombies
- Noctivagus
- New Days Delay
- Novocaine Mausoleum
- Miguel and the Living Dead
- Penis Flytrap
- Sex Gang Children
- Specimen
- The Skeletal Family
- Theatre Of Ice
- Tragic Black